# John Henderson (collectionneur)
Pour les articles homonymes, voir John Henderson et Henderson.
John Henderson (1797-1878) est un collectionneur d'art anglais.

## Biographie
Né dans le district Adelphi de la cité de Westminster à Londres, il est le fils de John Henderson et Georgiana Jane, fille unique de George Keate. Son père, artiste amateur, est un des premiers clients de Thomas Girtin et J. M. W. Turner qui travaillent souvent ensemble chez lui. Le revenu de son père est constitué des loyers perçus sur 250 maisons pauvres de Whitechapel. En 1805, la mère et le père de Henderson reçoivent 700 £ de revenu par an. Le peintre de chevaux et d'attelages Charles Cooper Henderson est son frère.
À l'âge de 16 ans, John Henderson fréquente le Balliol College de l'université Oxford (B.A. 1817 et M.A. 1820). Il se prépare au barreau mais consacre sa vie à l'étude de l'archéologie et à la collection d'œuvres d'art.
Il conserve ses collections chez lui, 3 Montague Street dans le quartier de Bloomsbury. Il est membre de la Society of Antiquaries et d'autres sociétés et contribue à leurs délibérations. Il meurt célibataire en 1878.

## Legs
Par le codicille à son testament, daté du 1er novembre 1877, Henderson lègue à la université Oxford ses vases grecs et romains et ses antiquités égyptiennes. Aux administrateurs du British Museum vont :

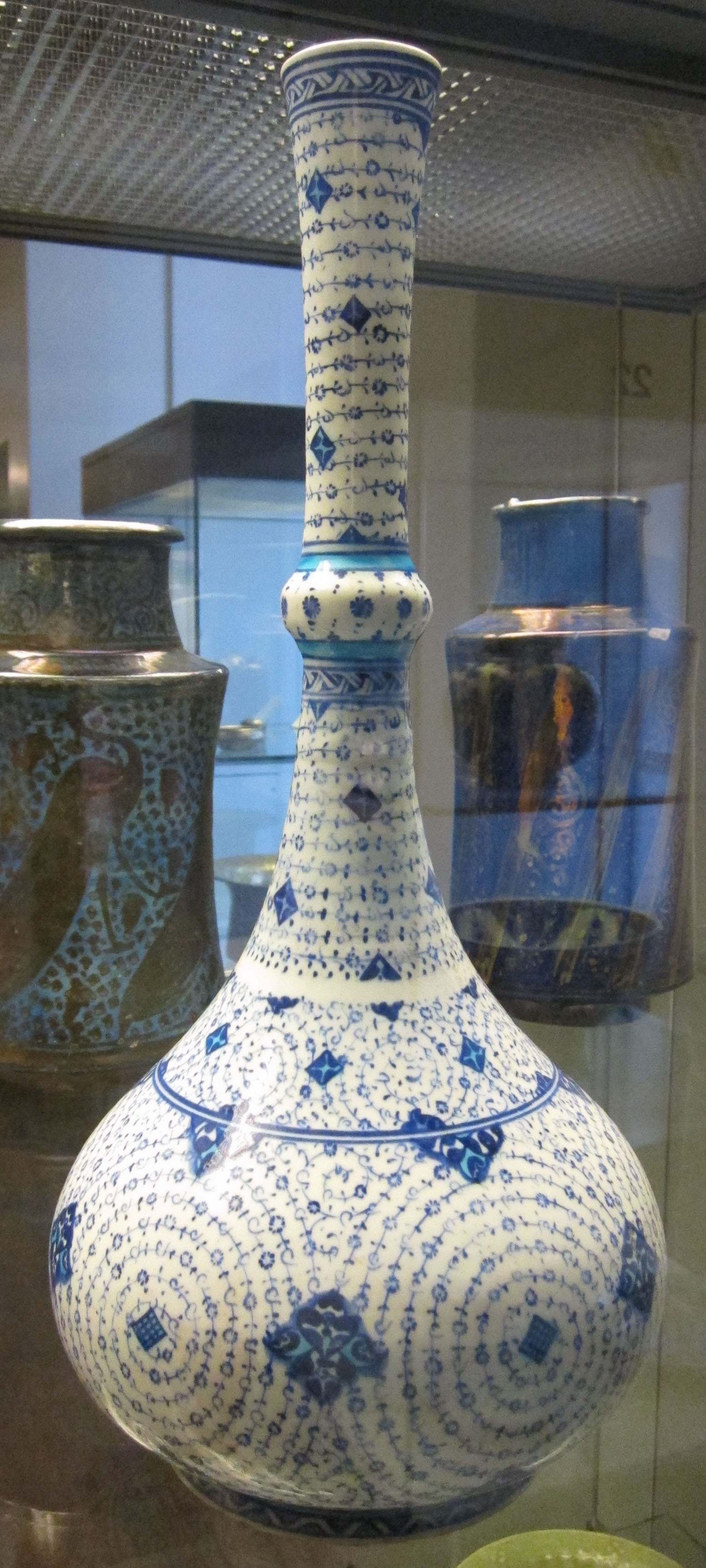
Bouteille d'eau d'Iznik, partie du legs de Henderson au British Museum..

- sa collection de dessins à l'aquarelle par Canaletto, Turner, Girtin, John Robert Cozens, David Cox, et William James Müller ;
- sa collection d'argent et émaux de Russie;
- ses porcelaines et faïences de Damas, Perse et Rhodes ;
- ses ferronneries orientales et vénitiennes et ses armes orientales ;
- ses verres romains, grecs et vénitiens ;
- et la correspondance de son grand-père, George Keate, avec Voltaire et Dr. Edward Young (Addit. MSS. 30991–2).

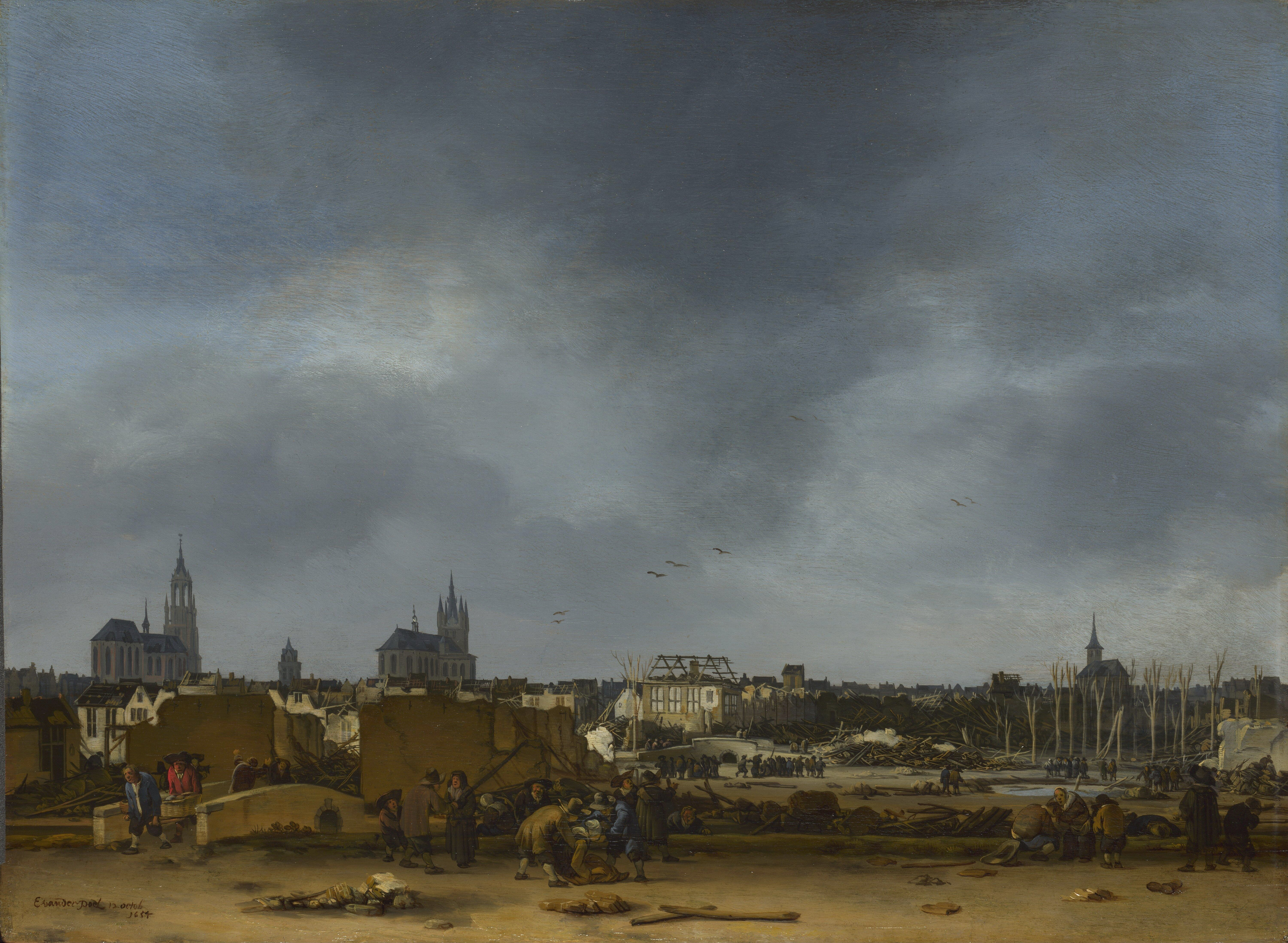
Egbert van der Poel, Vue de Delft après l'explosion de 1654, légué par Henderson à la National Gallery de Londres.

Aux administrateurs de la National Gallery de Londres il lègue des aquarelles de George Cattermole et Peter De Wint, deux tableaux de A. Canaletto et tous les autres de ses anciens maîtres qu'ils pourraient choisir.